# Teal Harle
Teal Harle (Campbell River, 5 ottobre 1996) è uno sciatore freestyle canadese, specializzato in slopestyle e big air.

## Biografia
Originario di Campbell River e attivo in gare FIS dal dicembre 2014, Teal Harle ha debuttato in Coppa del Mondo il 14 marzo 2015, giungendo 52º in slopestyle a Silvaplana. Nello stesso contesto, il 3 marzo 2017, ha ottenuto il suo primo podio, nonché la sua prima vittoria, nel massimo circuito.
In carriera ha preso parte a due edizioni dei Giochi olimpici invernali e a tre dei Campionati mondiali di freestyle. Nel 2022 ha vinto la medaglia di bronzo nel big air ai Winter X Games XXVI.

## Palmarès

### Winter X Games
- 2 medaglie:
  - 1 argento (big air ad Aspen 2023)
  - 1 bronzo (big air ad Aspen 2022)

### Coppa del Mondo
- Miglior piazzamento in classifica generale: 13º nel 2022
- Miglior piazzamento nella Coppa del Mondo di big air: 4º nel 2020
- Miglior piazzamento nella Coppa del Mondo di slopestyle: 5º nel 2017
- 6 podi:
  - 2 vittorie
  - 2 secondi posti
  - 2 terzi posti

#### Coppa del Mondo - vittorie
| Data            | Luogo            | Paese       | Disciplina |
| --------------- | ---------------- | ----------- | ---------- |
| 3 marzo 2017    | Silvaplana       | Svizzera    | SBS        |
| 21 gennaio 2018 | Mammoth Mountain | Stati Uniti | SBS        |

Legenda:

SBS = slopestyle